# Newsリアルタイム (福井放送)
本項で解説する『Newsリアルタイム』（ニュースリアルタイム）は、2007年10月1日から2010年3月26日まで福井放送（FBCテレビ）で平日夕方に放送されていたローカルコンプレックス番組である。2009年3月までは月曜日から木曜日までの放送だった。

## 番組内容
- おじゃまっテレ リアルタイム（16:53 - 17:50）
- Newsリアルタイムふくい（17:50 - 19:00）

| スタブアイコン | サブスタブ | この項目は、まだ閲覧者の調べものの参照としては役立たない、テレビ番組に関連した書きかけの項目です。この項目を加筆・訂正などしてくださる協力者を求めています（P:テレビ/PJ:放送または配信の番組）。 |